# Denisa Baránková
Denisa Baránková, född 7 september 2001, är en slovakisk bågskytt. Hon deltog vid olympiska sommarspelen 2020.